# Jerry Lewis (polityk)
Jerry Lewis właściwie Charles Jeremy Lewis (ur. 21 października 1934 w Seattle, zm. 15 lipca 2021) – amerykański polityk, członek Partii Republikańskiej.

## Działalność polityczna
Od 1969 zasiadał w Zgromadzeniu Stanowym Kalifornii. Następnie od 3 stycznia 1979 do 3 stycznia 1983 był przez dwie kadencje przedstawicielem 37. okręgu, następnie przez pięć kadencji przedstawicielem 35. okręgu, a od 3 stycznia 1993 do 3 stycznia 2003 przez pięć kadencji przedstawicielem 40. okręgu, a od 3 stycznia 2003 do 3 stycznia 2013 przez pięć kadencji był przedstawicielem 41. okręgu wyborczego w stanie Kalifornia w Izbie Reprezentantów Stanów Zjednoczonych.